# Cruce greacă

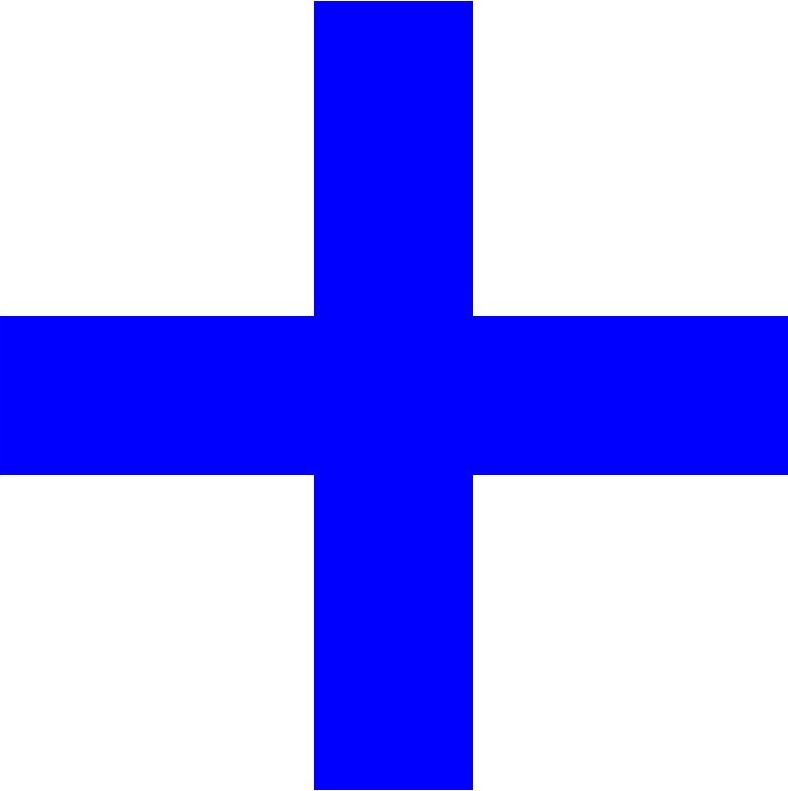
Cruce greacă

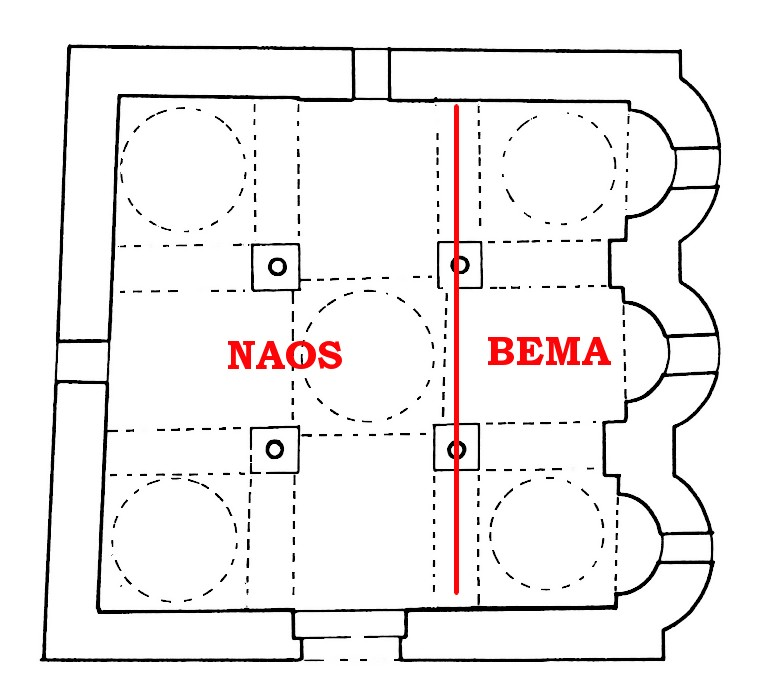
Catolica din Stilo - crucea greacă înscrisă în planul bisericii

Emblema familiei Paleolog

Crucea greacă este o cruce formată din patru brațe cu lungime egală care se intersectează în mod perpendicular.
Forma de cruce greacă se regăsește frecvent în planurile bisericilor bizantine. 
Aceeași formă a fost reluată și elaborată în planurile bisericilor din perioada Renașterii.